# Lower Red Lake, Minnesota
Xã Lower Red Lake (tiếng Anh: Lower Red Lake Township) là một xã thuộc quận Beltrami, tiểu bang Minnesota, Hoa Kỳ. Năm 2010, dân số của xã này là 5.790 người.